# Tim Curry

Timothy James Curry (Grappenhall, 19. travnja, 1946.) je engleski glumac, pjevač i skladatelj, možda najpoznatiji po svojoj ulozi ludih znanstvenika Dr. Frank N. Furtera u The Rocky Horror Picture Showu (1975.) i Pennywisea u It-u (1990.).
Također je imao raniju karijeru rock glazbenika. Njegova lista uloga je dugačka, na TV-u i na filmovima, igranim i glasovne posudbe kod animinanog sadržaja, i istaknutnuto je to što skoro uvijek igra ulogu negativca neke vrste. Trenutačno živi u Los Angelesu iako je prošlih godinu dana ili nešto bio u Chicagu, New York Cityu, i u najnovije vrijeme u Londonu, s trenutnim Broadway hitom Monty Python's Spamalot.

## Uloge
- Oblutak i pingvin (engl. The Pebble and the Penguin), glas u animiranom filmu

## Vanjske poveznice
- Tim Curry u internetskoj bazi filmova IMDb-u (engl.)
- Tim Curry na Internet Broadway Databaseu (engl.)
- Fresh Air intervju s Timom Curryem
- Tim Curry Sphere - Prva austrijska obožavateljska stranica Tima Currya  Arhivirana inačica izvorne stranice od 12. svibnja 2007. (Wayback Machine)
- Tim Curry  Arhivirana inačica izvorne stranice od 10. svibnja 2007. (Wayback Machine) - Downstage Center intervju kod American Theatre Wing.org-a